# Cerro de Guadalupe, Hidalgo
Cerro de Guadalupe är en ort i Mexiko.   Den ligger i kommunen Pisaflores och delstaten Hidalgo, i den sydöstra delen av landet, 200 km norr om huvudstaden Mexico City. Cerro de Guadalupe ligger 856 meter över havet och antalet invånare är 149.
Terrängen runt Cerro de Guadalupe är bergig söderut, men norrut är den kuperad. Runt Cerro de Guadalupe är det ganska tätbefolkat, med 60 invånare per kvadratkilometer. Närmaste större samhälle är Tamazunchale, 16,3 km öster om Cerro de Guadalupe. I omgivningarna runt Cerro de Guadalupe växer i huvudsak städsegrön lövskog.